# 芬恩·伍法德
芬恩·伍法德（英語：Finn Wolfhard，2002年12月23日—），加拿大男演員、音樂家。他最出名的是演出是Netflix的科幻恐怖影集《怪奇物語》（2016年至今）中的麥克·威勒。他的電影角色包括在史蒂芬·金的恐怖小說《牠》 （2017年）及其續集《牠：第二章》（2019年）的瑞奇·托茲、在劇情片《金翅雀》（2019年）中的鮑里斯·帕夫利科夫斯基（Boris Pavlikovsky）、《阿達一族》(2019年)的帕斯利·亞當斯配音。在超自然電影《魔鬼剋星 未來世》（2021年）的特雷弗。伍法德憑藉喜劇短片《Night Shifts》(2020年)完成了他的導演處女作。
他曾為加拿大的龐克搖滾樂團Pup的MV "Guilt Trip"中演出，飾演年輕時的Stefan Babcock。他曾是搖滾樂隊Calpurnia樂團的主唱和吉他手，目前是The Aubreys的成員。

## 早期生活
伍法德出生於加拿大不列顛哥倫比亞省的溫哥華，擁有德國、法國及猶太血統。他有一個同為演員的哥哥尼克。當他沒在拍攝電影時，他則在溫哥華的天主教學校就讀。

## 職業生涯

### 表演
伍法德從克雷格列表獲得了他的第一份表演工作。他在《地球百子》中以Zoran的身份首次亮相，隨後在《超自然檔案》中扮演Jordie Pinsky的角色。
2016年，伍法德開始在Netflix系列《怪奇物語》中扮演麥克·威勒。在看到一個公開的選角後，他通過影片試鏡了這個角色。伍法德和劇裡其他演員一起獲得了戲劇系列劇組的傑出表演獎。
他還在Netflix動畫系列《新神偷卡門》中飾演“玩家”，是主角的主要幫兇和朋友。該系列於2019年1月18日首播。
伍法德在史蒂芬·金的電影《牠》中飾演瑞奇·托茲的故事處女作，該片於2017年9月8日上映 。有趣的巧合是《怪奇物語》和《牠》中的演員設定都是在80年代的背景。根據伍法德的說法，最初凱瑞·福永是編劇時找他演瑞奇·托茲，但當凱瑞·福永因創作差異而離開項目時，這個角色落空後，這讓他去追求飾演《怪奇物語》。安迪·馬希提與《牠》結緣，伍法德就不得不重新試鏡瑞奇·托茲的角色。
2017年10月20日，伍法德與他的前經紀公司APA分道揚鑣，並解雇了前經紀人Tyler Grasham，此前有人指控Tyler Grasham對有抱負的年輕男演員進行性侵犯。伍法德本人沒有受到攻擊。2018年1月9日，伍法德與創新藝人經紀公司（CAA）簽約。
2018年，伍法德在肯·馬里諾導演的音樂喜劇電影《與狗狗一起生活》中扮演了一個無私且體貼的披薩送貨員Tyler。
2019年，伍法德在《牠：第二章》(2019)中重新扮演年輕的瑞奇·托茲的角色。他還共同出演了約翰·克勞利導演改編的唐娜·塔特小說《金翅雀》，扮演年輕的烏克蘭學生和麻煩製造者鮑里斯·帕夫利科夫斯基（Boris Pavlikovsky）。伍法德不是導演的首選。他曾想為鮑里斯選一個地道的俄羅斯演員，但伍法德在試鏡時近乎完美的俄羅斯口音幫助他得到了這個角色。同年，伍法德在10月11日首映的《阿達一族 (2019年電影)》動畫為 帕斯利·亞當斯配音
2019年5月27日，伍法德在伊夫聖洛朗的19秋冬系列廣告中首次亮相。
2020年1月，伍法德在安培林娛樂公司的超自然恐怖電影《豪門怨靈》中扮演Miles，該電影改編自亨利·詹姆斯的中篇小說碧廬冤孽，同時以邁阿密佈景的綜合電影首次亮相, Omniboat: A Fast Boat Fantasia,其中還包括勞勃·瑞福,由電影製作集體Borscht Corporation. 伍法德然後製作了他的西南偏南（西南偏南）電影節於3月首次亮相，由傑里米·蕭林-里奧執導，Film Boldly製作了概念證明短片《Rules for Werewolves》，改編自劇作家和小說家柯克林恩的處女作劇本，將成為長篇電影，伍法德將在2020年底或2021年初擔任明星和製作。他為兩部成人游泳作品配音：扎克·哈德爾和邁克爾·庫薩克的動畫特別版《微笑的朋友》，於 2020 年 4 月 1 日首播 和動畫系列JJ Villard's Fairy Tales作為Boypunzel一角，長髮公主的性別交換版本。伍法德加入了傑森·瑞特曼執導的Quibi電視劇改編家庭電影：公主新娘，為2020年7月上映的世界中央廚房籌集資金，然後現場閱讀家庭電影：公主新娘的劇本，作為孫子，2020年9月參加威斯康辛州民主黨的慈善活動。
2020年8月，伍法德聯合主演了傑西·艾森柏格(Jesse Eisenberg) 編寫的有聲原創電影《當你完成拯救世界》。個故事是從三個家庭成員的角度講述的，他們處於人生的不同階段。伍法德講述了Ziggy Katz，一個15歲的男孩，正在為未來的機器人治療師錄製音頻。此外，有聲讀物將被改編成喜劇電影，A24 (公司)的《當你完成拯救世界》由茱莉安·摩爾和伍法德將演出母子，傑西·艾森柏格執導和編劇，茱莉安·摩爾製作,艾瑪·史東和戴夫・麥卡瑞生產。2020年7月15日，宣布伍法德和他的哥哥Nick Wolfhard將成為科幻動畫系列NEW-GEN的配音演員，與安雅·夏隆查一起扮演雙胞胎兄弟。此外，2020年8月19日，宣布伍法德已加入導演吉勒摩·戴托羅的定格動畫音樂長片《木偶奇遇記，替小燈芯配音。
2021年11月，伍法德在傑森·瑞特曼(Jason Reitman) 的《魔鬼剋星 未來世》中與凱莉·庫恩(Carrie Coon) 一起演出，伍法德( Wolfhard )扮演庫恩( Coon)單身母親的兒子，麥肯娜·葛瑞絲( Mckenna Grace)也演出他的妹妹。同月，伍法德與威廉·達佛、艾蜜莉·華森和海倫娜·澤格爾一起出演了A24 (公司)的奇幻史詩《The Legend of Ochi》，由以賽亞·薩克森執導。

### 導演
2020年8月，17歲的伍法德藉喜劇短片《Night Shifts》(2020年)首次當導演。第二年伍法德在YouTube上發布了《Night Shifts》。2017年伍法德與約書亞·奧瓦勒共同為樂團 Spendtime Palace的“Sonora”共同導了他的第一部MV。在接受 NME採訪時，他正在製作長篇電影，這將是一部基於營地的恐怖喜劇片。

### 音樂
除了表演之外，伍法德還是加拿大另類搖滾樂團Calpurnia樂團的主唱、吉他手和詞曲作者，樂團直到於2019年11月正式解散。他們曾與美國&加拿大的皇家山唱片公司簽約以及歐洲和英國的Transgressive Records、paradYse。
幾週後，宣布伍法德與Calpurnia樂團鼓手Malcolm Craig的組了新的樂團The Aubreys將在他的電影《豪門怨靈》的配樂中首次亮相。The Aubreys於2020年3月10日發行了他們的單曲“Loved One”和他們的首張EP“Soda & Pie”由AWAL唱片公司於2020年3月13日發行。他們的下一首單曲“Smoke Bomb”於2020年8月17日發行。《No Offerings》是The Aubreys與Lunar Vacation第一張合作的單曲，於2021年1月12日發行。2021年的第二張單曲《Sand in My Bed》在2月14日。《Karaoke Alone》專輯於2021年11月5日發行 ,是他們第一張LP專輯（黑膠唱片）。

## 影視作品

### 電影
| 年份 | 中文片名                  | 原文片名                         | 角色          | 備註                   | Ref. |
| ---- | ------------------------- | -------------------------------- | ------------- | ---------------------- | ---- |
| 2017 | 《》                      | It                               | 瑞奇·托茲     |                        |      |
| 2019 | 《牠：第二章》            | It Chapter Two                   | 幼年瑞奇·托茲 |                        |      |
| 2019 | 《金翅雀》                | The Goldfinch                    | 幼年鮑里斯    |                        |      |
| 2019 | 《阿達一族》              | The Addams Family                | 帕斯利·阿達   | 配音                   |      |
| 2020 | 《豪門怨靈》              | The Turning                      | 邁爾斯        |                        |      |
| 2021 | 《魔鬼剋星 未來世》       | Ghostbusters: Afterlife          | 崔佛·史賓格勒 |                        |      |
| 2022 | 《吉勒摩·戴托羅之皮諾丘》 | Guillermo del Toro's Pinocchio   | 康德威        | 配音                   |      |
| 2022 | 《当你拯救完世界》        | When You Finish Saving the World | Ziggy         |                        |      |
| 2023 | 《夏之地狱》              | Hell of a Summer                 | Chris         | 兼聯合編劇、導演和監製 |      |
| 2024 | 《魔鬼剋星：冰天凍地》    | Ghostbusters: Frozen Empire      | 崔佛·史賓格勒 |                        |      |

### 電視
| 年        | 標題                       | 角色                                | 備註                             | Ref. |
| --------- | -------------------------- | ----------------------------------- | -------------------------------- | ---- |
| 2014      | 《地球百子》               | Zoran                               | 第2季第4集                       |      |
| 2015      | 《超自然檔案》             | Jordie Pinsky                       | 第11季第5集                      |      |
| 2016–     | 《怪奇物語》               | 麥克·威勒                           | 主演                             |      |
| 2019–2021 | 《新神偷卡門》             | 玩家                                | 主演（配音）                     |      |
| 2019–2021 | 《新神偷卡門：偷與不偷》   | 玩家                                | 主演（配音）；互動電視特輯       |      |
| 2020      | 《微笑朋友》               | Man Living in Wall / Bliblie        | 1集（配音）                      |      |
| 2020      | 《維亞童話故事》           | Boypunzel / Manpunzel               | 1集（配音）                      |      |
| 2020      | 《家庭電影：公主新娘》     | 埃尼戈·蒙托亞 Inigo Montoya         | 1集                              |      |
| 2021      | 《鄧肯小鎮》               | 傑里米/諾曼 Jeremy / Norman         | 集數：香蕉靴（配音）             |      |
| 2023      | 《歪小子史考特：火力全開》 | 少年史考特朝聖者 Teen Scott Pilgrim | 集數：雷蒙娜租了一個影片（配音） |      |

### 網路節目
| 年   | 標題                      | 角色   | 備註                                                                    | Ref. |
| ---- | ------------------------- | ------ | ----------------------------------------------------------------------- | ---- |
| 2017 | 《Game Grumps》           | 他自己 | 2集                                                                     |      |
| 2017 | 《SuperMega》             | 他自己 | Episode: "Cooking with Finn Wolfhard"                                   |      |
| 2018 | 《Ten Minute Power Hour》 | 他自己 | 集數: "Yeti in my Spaghetti (ft. Finn Wolfhard and Jacksepticeye)"      |      |
| 2019 | 《Brawl with the Stars》  | 他自己 | 集數: "Brawl with the Stars (feat. Finn Wolfhard and Caleb McLaughlin)" |      |
| 2020 | 《HeadGum》               | 他自己 | 集數: "Off Days: Games (w/Finn Wolfhard!)"                              |      |

### MV
| 年   | 歌手                        | 歌名                           | 備註                                          | Ref.   |
| ---- | --------------------------- | ------------------------------ | --------------------------------------------- | ------ |
| 2012 | Facts                       | 《Retro Oceans》               |                                               |        |
| 2013 | Hey Ocean!                  | 《Change》                     |                                               |        |
| 2014 | PUP                         | 《Guilt Trip》                 | 飾演年輕的斯特凡·巴布科克 (Stefan Babcock)    |        |
| 2016 | PUP                         | 《Sleep In The Heat》          | 飾演年輕的斯特凡·巴布科克 (Stefan Babcock)    |        |
| 2017 | Spendtime Palace            | 《Sonora》                     | 聯合導演和主演                                |        |
| 2018 | Ninja Sex Party             | 《Danny Don't You Know?》      | 飾演年輕的丹·艾維丹 (Dan Avidan)              | [ 53 ] |
| 2019 | 威瑟樂團                    | 《Take On Me》                 | 飾演年輕的瑞弗斯·柯摩 (和Calpurnia樂團)       | [ 54 ] |
| 2019 | 邁克·湯普金斯 Mike Tompkins | 《Snap-Along》                 | 《阿達一族》 飾演他自己(和帕斯利·亞當斯)      | [ 55 ] |
| 2020 | The Aubreys                 | 《Getting Better (Otherwise)》 | 飾演邁爾士·弗萊查爾德和他自己 (和The Aubreys) | [ 47 ] |
| 2020 | The Aubreys                 | 《Loved One》                  | 飾演他自己 (和The Aubreys)                    | [ 56 ] |
| 2020 | The Aubreys                 | 《Smoke Bomb》                 | 飾演他自己 (和The Aubreys)                    |        |

## 獎項及提名
| 年度 | 大獎                                      | 獎項 | 作品            | 結果 | Ref.   |
| ---- | ----------------------------------------- | --- | --------------- | ---- | ------ |
| 2017 | 美國演員工會獎                            | 最佳劇情類影集整體演出獎                                                                                | 怪奇物語        | 獲獎 |        |
| 2017 | 青年藝術家獎                              | 數位電視影集及電影類最佳演出獎－青年男演員                                                              | 怪奇物語        | 提名 |        |
| 2017 | 青年演藝人獎                              | 最佳青年整體演出獎－電視影集                                                                            | 怪奇物語        | 獲獎 |        |
| 2017 | 青少年選擇獎                              | 電視選擇獎：表現突出明星                                                                                | 怪奇物語        | 提名 |        |
| 2017 | 在線電影與電視協會獎                      | 劇情類影集最佳整體演出獎                                                                                | 怪奇物語        | 提名 |        |
| 2018 | 美國演員工會獎                            | 最佳劇情類影集整體演出獎                                                                                | 怪奇物語        | 提名 | [ 57 ] |
| 2018 | MTV影視大獎                               | 最佳接吻獎 (與 米莉·芭比·布朗)                                                                          | 怪奇物語        | 提名 | [ 58 ] |
| 2018 | MTV影視大獎                               | 最佳搭檔 (與 蘇菲亞·莉莉絲, 傑登·馬泰爾, 傑克·狄倫·葛雷瑟, 懷特・歐雷夫, 傑若米·雷·泰勒和裘森·賈各布斯) | 牠              | 獲獎 | [ 58 ] |
| 2018 | MTV影視大獎                               | 最佳搭檔 (與 蓋頓·馬塔拉佐, 凱萊布·麥克勞克林, 諾亞·施納普 和 莎蒂·辛克)                                | 怪奇物語        | 提名 | [ 58 ] |
| 2018 | 青少年票選獎                              | 科幻/奇幻電視最佳男演員                                                                                 | 怪奇物語        | 提名 | [ 59 ] |
| 2019 | 青少年票選獎                              | 夏季電視明星選擇獎                                                                                      | 怪奇物語        | 提名 | [ 60 ] |
| 2019 | 第45屆人民選擇獎                          | 2019年電視男明星獎                                                                                      | 怪奇物語        | 提名 | [ 61 ] |
| 2020 | 第26屆美國演員工會獎                      | 最佳戲劇影集整體演出                                                                                    | 怪奇物語        | 提名 | [ 62 ] |
| 2020 | 亞特蘭大最短節獎 Atlanta Shortfest Awards | 最佳導演獎                                                                                              | 夜班            | 獲獎 | [ 63 ] |
| 2021 | 第34屆尼克兒童頻道兒童票選大獎            | 最受歡迎電視男演員獎                                                                                    | 怪奇物語        | 提名 | [ 64 ] |
| 2022 | 土星獎                                    | 最佳青年演員                                                                                            | 魔鬼剋星 未來世 | 獲獎 | [ 65 ] |
| 2023 | 第36屆尼克兒童頻道兒童票選大獎            | 最受歡迎電視男演員                                                                                      | 怪奇物語        | 獲獎 | [ 66 ] |

## 外部連結
- 芬恩·伍法德的Facebook專頁
- 芬恩·伍法德的X（前Twitter） 2020/8/27 本人自行移除並請大家關注instagram
- 芬恩·伍法德的Instagram帳戶
- 芬恩·伍法德在互联网电影资料库（IMDb）上的資料（英文）